# 甘曰懋
甘曰懋（？年—1721年），字勉齋，又字實夫，四川邛州大邑縣人，康熙五十六年丁酉科四川鄉試第36名舉人，康熙六十年辛丑科易經房會試中式165名，殿試成進士，年四十五歲，本年故